# 约翰·坦尼尔
约翰·坦尼尔（John Tenniel；1820年2月28日—1914年2月25日），英国插画家及社会活动家，因创作《爱丽丝梦游仙境》及其续集《爱丽丝镜中奇遇》的插图而出名。1893年，因其艺术成就，他被维多利亚女王封为爵士。

## 生平

### 早年
坦尼尔生于伦敦东部的西敏区，他自学成才，后又成为皇家艺术学院的学生。1836年，他的作品参展“国家艺术家的社会”；1845年，他在威斯敏斯特宫的壁画装饰竞赛中，创作了一幅叫“正义的寓言”的作品，获得200英镑和在上议院作画的权利。
1840年，坦尼尔与父亲进行剑术练习时受伤，右眼逐渐失明。

### 漫画家

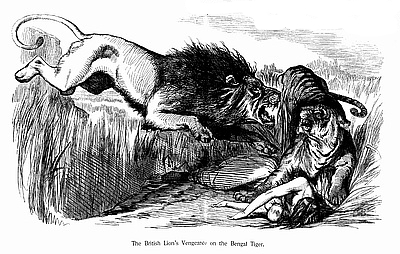
《英国狮子报复孟加拉老虎》。

坦尼尔是《Punch》杂志的老资格，五十多年来，他以讽刺的语调（还常是激进的，有时则充满了辛辣味）见证、参与了当时瞬息万变的社会变革。他的第一幅漫画描写了對约翰·罗素的刺杀活动。他还曾与狄更斯参演过一场戏剧，当时的观众包括维多利亚女王。
1857年，印度人反抗英国的统治，殖民当局严厉镇压，为此不惜大肆屠杀人民。《Punch》的观点与其他杂志无异，坦尼尔也为此画了《正义》、《英国狮子报复孟加拉老虎》等。
坦尼尔常常发表一些充满争议、对社会事务很是敏感的言论观点，企图引起英国民众的回响，而事实也正遂其愿。他为《Punch》画了2000多幅作品，它们表达了人们渴求自由和社会变革的心情，也因此表达了英国人的良心。

### 《爱丽丝梦游仙境》

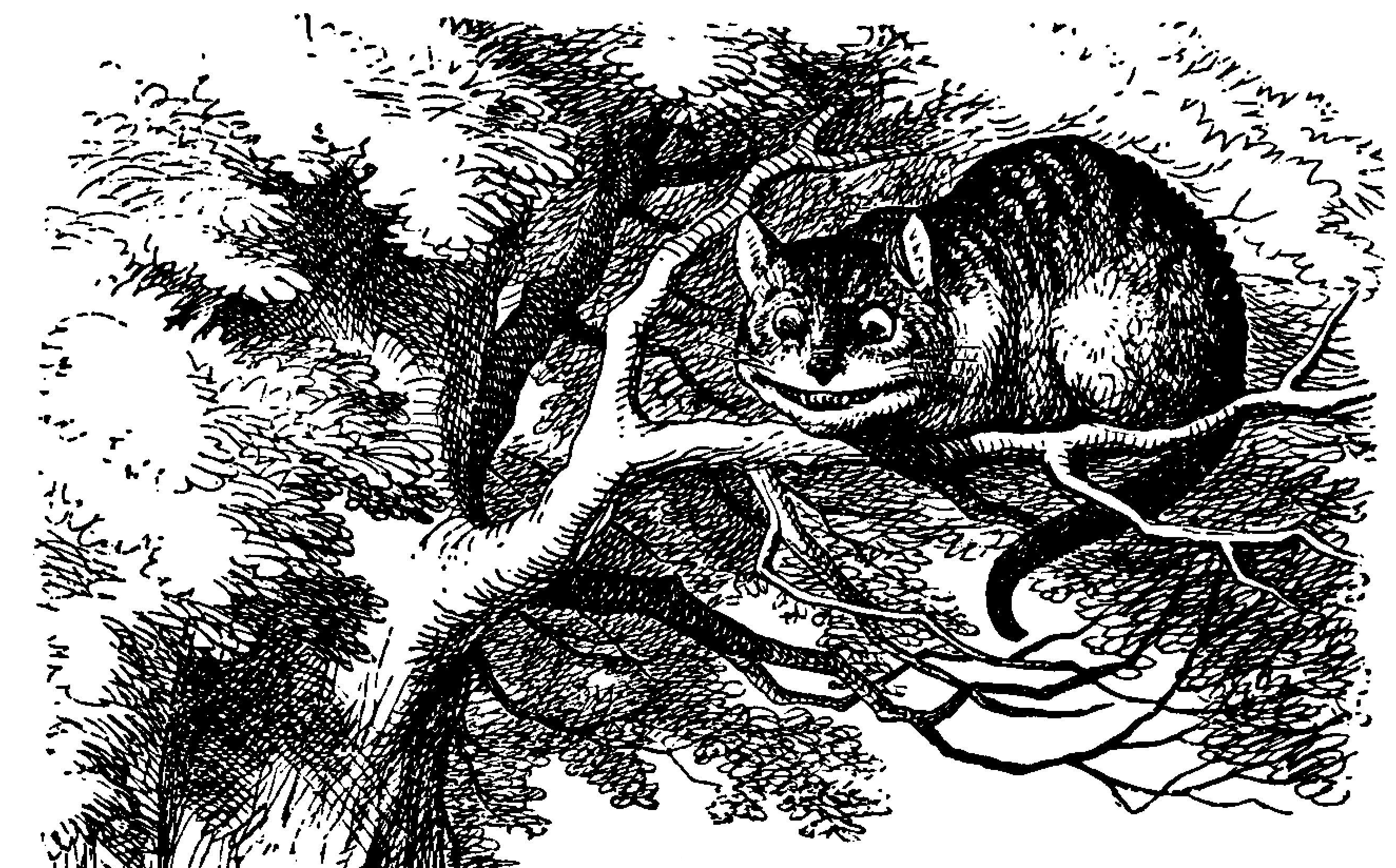
柴郡猫。

尽管坦尼尔创作了数千幅政治漫画和插图作品，他的名气主要还是来自《爱丽丝梦游仙境》（1865年）的插图工作。他为此书及其续集《爱丽丝镜中奇遇》（1871年）创作了共92幅画。1865年，坦尼尔与路易斯·卡罗商量后，创作出了第一版的插图作品，但由于不满印刷品質太差，他搁置了这些初版的2000册书。新版本（第一版在美国重卖了）在同年的十二月发行，随后引发热潮，使该书瞬间成为畅销书，同时也稳固了坦尼尔的声誉。他为这两本书所创作的插画亦是有史以来最为有名的文学插图。

## 评价
1914年2月27日，坦尼尔逝世两天后，《The Daily Graphic》评价道：“他对我们这个时代具有难以估量的影响力……当坦尼尔在画它们的时候（这是他的工作），我们总是在品阅《Punch》的漫画时，知晓了国内外形势以及人们对形势的感受——我们从来不会从中一无所获。”这样的评论显示了坦尼尔作为英国社会的“高级观察者”所拥有的与媒体一样强大的力量。